# Witynie
Witynie [pronunciación en polaco: /viˈtɨɲe/] es un pueblo ubicado en el distrito administrativo de Gmina Jedwabne, dentro del Condado de Łomża, Voivodato de Podlaquia, en el norte de Polonia oriental. Se encuentra aproximadamente a 8 kilómetros al noreste de Jedwabne, a 28 kilómetros al noreste de Łomża, y a 58 kilómetros al noroeste de la capital regional Białystok.